# Paeonia 'Pink Hawaiian Coral'
Paeonia 'Pink Hawaiian Coral' — сорт травянистых пионов. 
Используется, как декоративное садовое растение.

## Происхождение
Данные о происхождении противоречивы.
'Otto Froebel' Peter Barr,  1898 × 'Charlie's White' Roy G. Klehm, 1951
'Charlie's White' Roy G. Klehm, 1951 × 'Otto Froebel' Peter Barr,  1898

## Биологическое описание
Многолетнее травянистое растение.

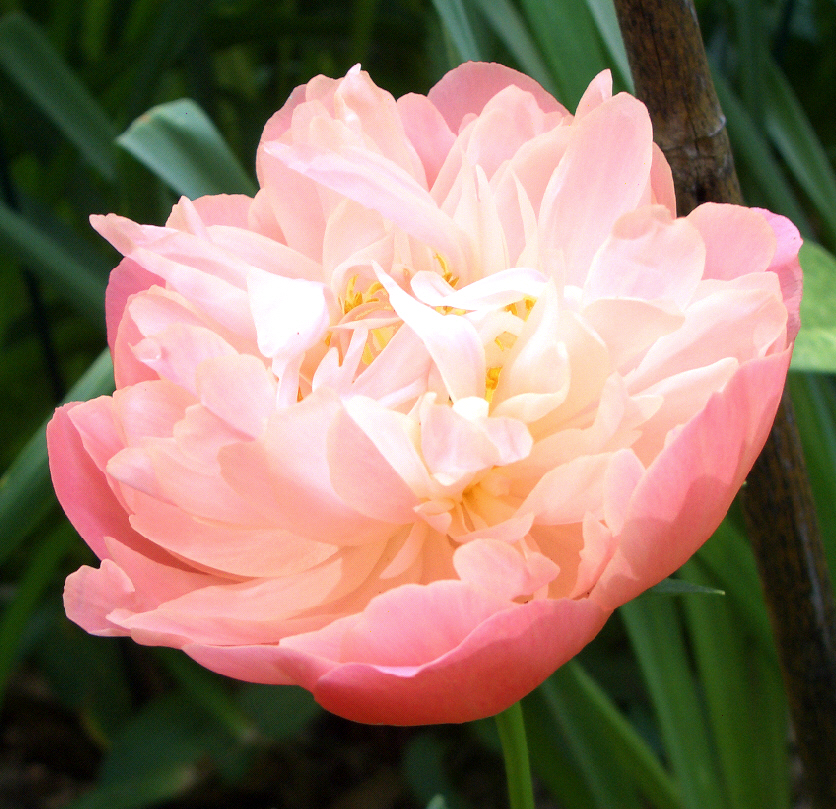

Высота растения около 80—100 см. Побеги прочные с одиночными цветками. 
Цветки полумахровые, чашевидные, лепестки кораллово-розовые (больше красного оттенка, чем у близких коралловых форм) со сливочно-жёлтым оттенком, пыльники золотисто-жёлтые. Плодов не завязывает.
Аромат мягкий и сладкий.
Раннего срока цветения. Цветёт одним из первых среди коралловых гибридов.
У шестилетних растений насчитывается до 30 побегов.

## В культуре
Впервые зацвёл в 1972 году.
Зоны зимостойкости: 2—8.
Легко размножается делением и придаточными корнями.
Условия культивирования см: Пион молочноцветковый.